# Iğdır
Pour les autres significations, voir Iğdır (province).
Iğdır (en arménien Իգդիր et originellement Ցոլակերտ Tsolakert, en azéri İğdır, en kurde Îdir, en russe : Игдыр Igdyr) est une ville de Turquie, préfecture de la province du même nom, située au bord des frontières de l'Arménie, l'Azerbaïdjan et de l'Iran.

## Histoire
Comme la plupart des localités de la région, la ville a connu un destin chaotique : prise par les Perses à l'Empire ottoman au XVIIIe siècle, elle tomba aux mains des Russes au XIXe siècle à l'issue des guerres russo-persanes. La ville a fait partie de la Première République d'Arménie de 1918 jusqu'en 1920 à la suite de l'intervention des forces turques ; cette situation est confirmée en 1921 par le traité de Kars.

## Démographie
Avant les échanges de population imposés par le traité de Lausanne en 1923, la région d'Iğdır était ethniquement et religieusement très mélangée. Aujourd'hui, la population est principalement composée d'Azéris chiites et de Kurdes sunnites, ces derniers ayant pour la plupart immigré de Van ou d'Agri. Comme dans d'autres régions de Turquie, des habitants d'Iğdır ont émigré en Europe occidentale ; il en existe notamment une diaspora à Bruxelles et en Seine-Saint-Denis d'origine kurde.
En 2008, la population était de 121 848 habitants, dont 46 024 vivant dans les villages alentour et 75 824 vivant dans le centre-ville.

## Politique
En 1999 et 2004, les élections municipales ont été remportées par le MHP représenté par Nurettin Aras, azéri d'origine. Ce dernier est passé à l'AKP pour les élections municipales de 2009, divisant ainsi les votes des Azéris entre le MHP (27 %) et l'AKP (31 %) et laissant ainsi la mairie au Kurde Mehmet Nuri Güneş issu du DTP. Le DTP est interdit en décembre 2010. Il est remplacé par le Parti pour la paix et la démocratie - BDP (39 %).

### Jumelages
- Şərur (Azerbaïdjan) depuis 2002
- Şamaxı (Azerbaïdjan) depuis 2006[5]

## Personnalités nées à Iğdır
- Servet Çetin[6], un footballeur international turc

## Photos

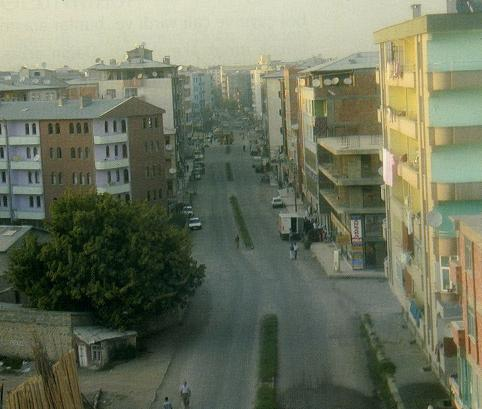
Iğdır
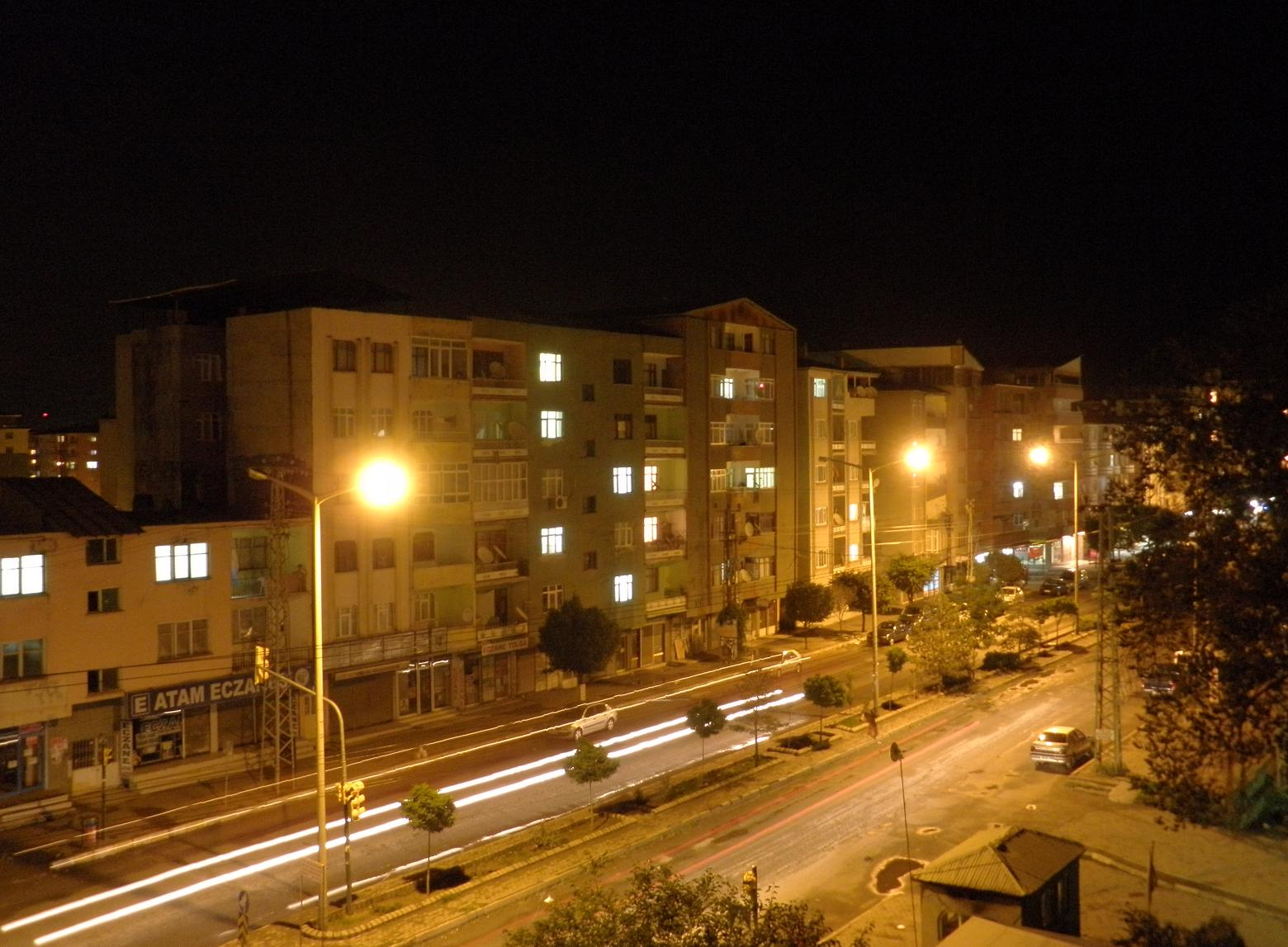
Soirée à Iğdır
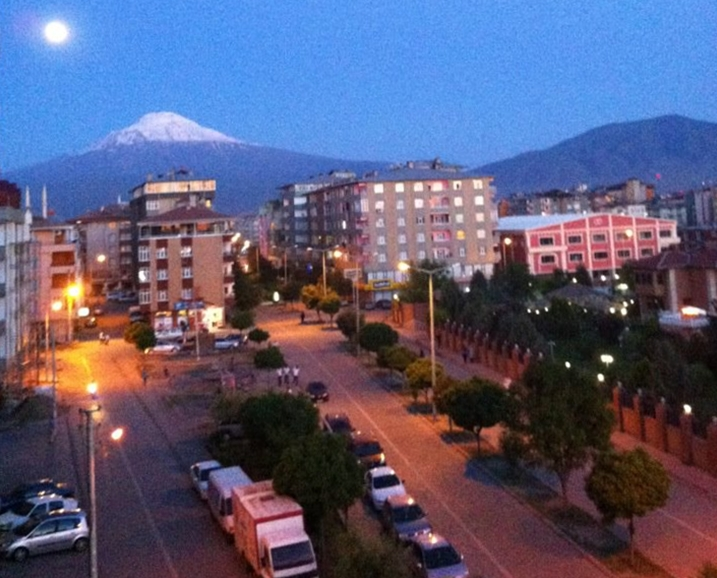
Soirée avec le mont Ararat à Iğdır
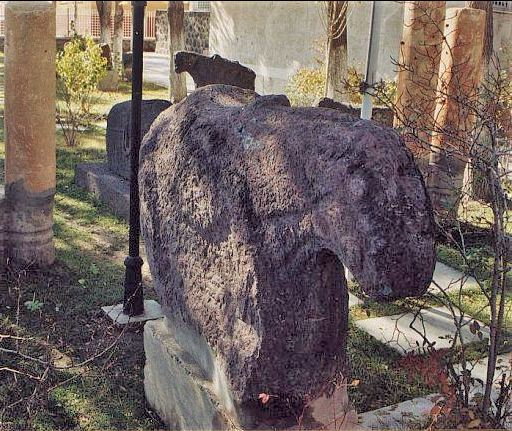
Tombe à Iğdır
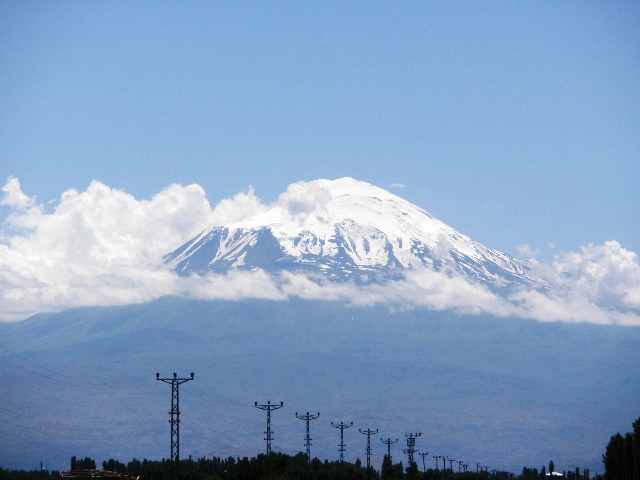
Vue du mont Ararat d'Iğdır
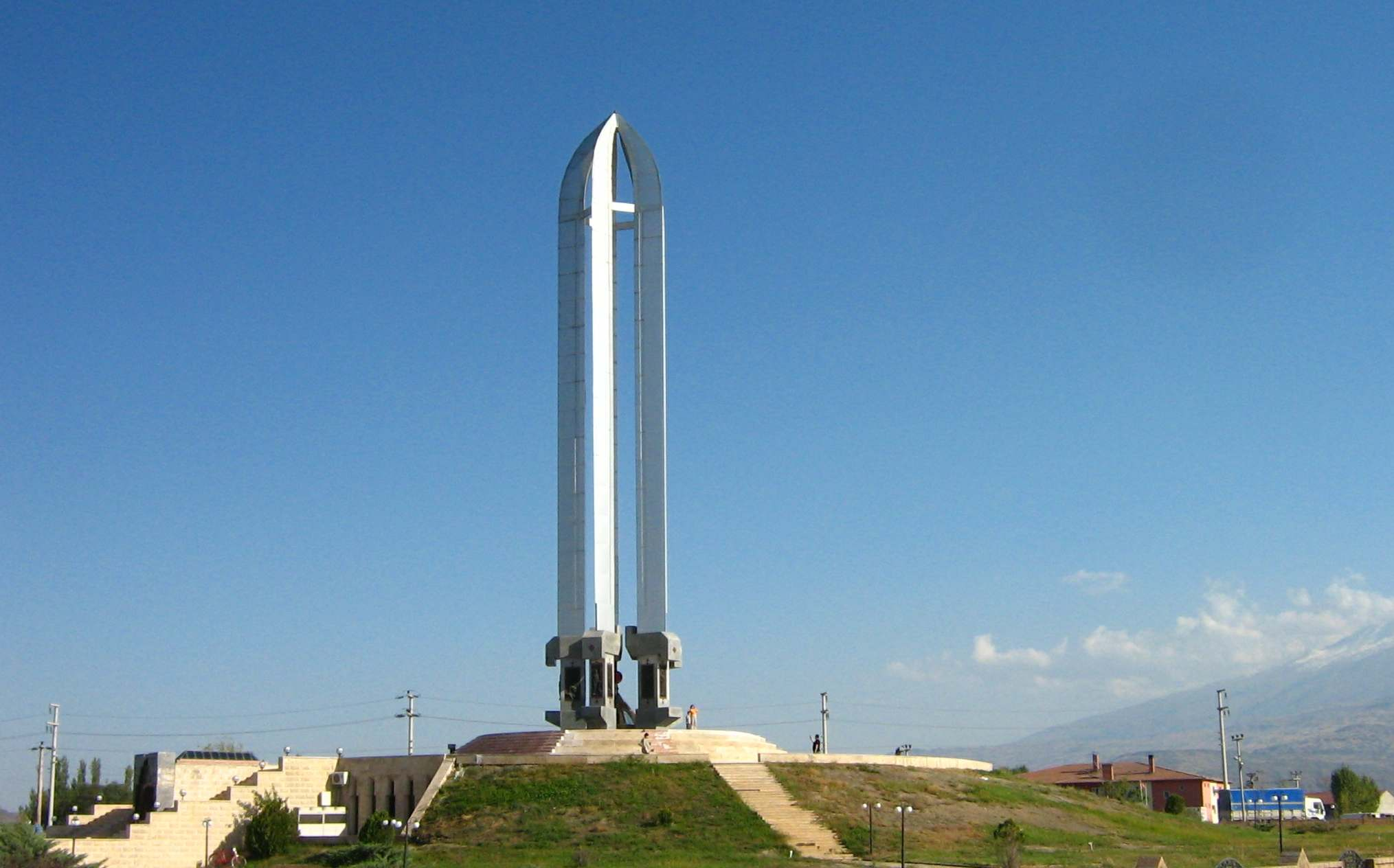
Mémorial et musée des martyrs turcs massacrés par les Arméniens

## Sources
1. ↑  (hy) « Իգդիր » (« Igdir »), dans Encyclopédie soviétique arménienne, vol. 4, Erevan, 1978, p. 309.
2. ↑  yerelnet.org 1999 : Nurettin Aras remporte la mairie avec plus de 40 % des suffrages
3. ↑  yerelnet.org 2004 : Nurettin Aras remporte la mairie avec plus de 42 % des suffrages
4. ↑  Résultats aux élections municipales de 2009 à Igdir
5. ↑  kenthaber.com 2006: Iğdır est jumelée avec la ville de Şamaxı en Azerbaïdjan (tr)
6. ↑  Fiche de Servet Çetin